# Charles Berling
Charles Berling (Saint-Mandé, 30 aprile 1958) è un attore, regista e sceneggiatore francese.

## Biografia
Nel 2000 affianca Isabelle Huppert nel film Il figlio di due madri. Nel 2005 fa parte come voce narrante del successo internazionale La marcia dei pinguini, documentario francese vincitore nel 2006 del Premio Oscar come Miglior Documentario. Nel 2008 prende parte al film Ore d'estate con Juliette Binoche.

## Filmografia parziale
- Il sale sulla pelle (Salt on Our Skin), regia di Andrew Birkin (1992)
- Nelly e Mr. Arnaud (Nelly et Monsieur Arnaud), regia di Claude Sautet (1995)
- Love Etc., regia di Marion Vernoux (1996)
- Ridicule, regia di Patrice Leconte (1996)
- Nettoyage à sec, regia di Anne Fontaine (1997)
- La noia (L'Ennui), regia di Cédric Kahn (1998)
- Ceux qui m'aiment prendront le train, regia di Patrice Chéreau (1998)
- Stardom, regia di Denys Arcand (2000)
- Les Destinées sentimentales, regia di Olivier Assayas (2000)
- Come ho ucciso mio padre (Comment j'ai tué mon père), regia di Anne Fontaine (2001)
- 15 agosto (15 août), regia di Patrick Alessandrin (2001)
- Les Âmes fortes, regia di Raúl Ruiz (2001)
- Un affare di gusto (Une Affaire de goût), regia di Bernard Rapp (2001)
- Il figlio di due madri (Fils de deux mères ou Comédie de l'innocence), regia di Raúl Ruiz (2001)
- Demonlover, regia di Olivier Assayas (2002)
- Filles perdues, cheveux gras, regia di Claude Duty (2002)
- Le soleil assassinéé, regia di Abdelkrim Bahloul (2003)
- Agents secrets, regia di Frédéric Schoendoerffer (2004)
- Un fil à la patte, regia di Michel Deville (2005)
- Dalida, regia Joyce Buñuel (2005) - miniserie TV
- Caos calmo, regia di Antonello Grimaldi (2007)
- Ore d'estate (L'heure d'été), regia di Olivier Assayas (2008)
- Cena tra amici (Le Prènom), regia di Alexandre de La Patellière e Matthieu Delaporte (2012)
- 20 anni di meno (20 ans d'écart), regia di David Moreau (2013)
- Marie Curie: The Courage of Knowledge (Marie Curie), regia di Marie Noelle (2016)
- Elle, regia di Paul Verhoeven (2016)
- Glacé (2017)  - miniserie TV
- Black Tide - Un caso di scomparsa (Black Tide), regia di Érick Zonca (2018)
- Il mio profilo migliore (Celle que vous croyez), regia di Safy Nebbou (2019)
- Bianca come la neve (Blanche comme neige), regia di Anne Fontaine (2019)
- Tre giorni e una vita (Trois jours et une vie), regia di Nicolas Boukhrief (2019)
- Masquerade - Ladri d'amore (Mascarade), regia di Nicolas Bedos (2022)

## Doppiatori italiani
- Marco Mete in Cena tra amici, 20 anni di meno, Elle
- Francesco Bulckaen in Nelly e Mr. Arnaud
- Massimiliano Manfredi in Ridicule
- Francesco Prando in Il figlio di due madri
- Stefano Santerini in Black Tide